# حیات وحش صحرای غربی
حیات وحش صحرای غربی متشکل از گیاگان و زیاگان این سرزمین است. ۵۶ گونه پستاندار در این منطقه یافت شده‌اند که از میانشان می‌توان روباه صحرا (کوچک‌ترین گونه روباه) گربه شنی، آهوی گرمسیری، شغال طلایی و سنجاب زمینی بربری را نام برد.